# AKS 1947 Busko-Zdrój
Amatorski Klub Sportowy 1947 Busko-Zdrój – polski klub sportowy z Buska-Zdroju. Posiada m.in. drużynę piłki nożnej, która w latach 2005–2007 występowała w rozgrywkach III ligi (11 zwycięstw, 12 remisów, 37 porażek).
W klubie działały również inne sekcje. Zespoły piłki siatkowej mężczyzn (jego zawodnikiem był m.in. Ireneusz Mazur) i piłki ręcznej mężczyzn występowały w III lidze. W zespole AKS Busko-Zdrój trenowali także tenisiści ziemni i stołowi.

## Sekcja piłki nożnej

### Historia
Klub powstał w 1946 roku. Na przestrzeni lat nosił również nazwy Związkowiec i Sparta. W sezonie 1983/1984 dotarł do finału okręgowego pucharu Polski, w którym przegrał z Granatem Skarżysko-Kamienna. W kolejnych rozgrywkach przystąpił do rywalizacji w pucharze kraju na szczeblu centralnym. W pierwszej rundzie pokonał po serii rzutów karnych Górnika Będzin (0:0, k. 6:5), natomiast w drugiej przegrał z Piastem Gliwice (0:3).
Pod koniec lat 90. XX wieku i na początku XXI wieku klub występował w kieleckiej lidze okręgowej. W sezonie 2003/2004, w którym odniósł 25 zwycięstw, zajął pierwsze miejsce w V lidze. W kolejnych rozgrywkach piłkarze z Buska toczyli zaciętą rywalizację o awans z GKS Nowiny, Ponidziem Nidą Pińczów i Piaskowianką Piaski. Ostatecznie AKS, który odniósł kilka okazałych zwycięstw (m.in. 4:0 z Orlętami Kielce i 5:2 z Czarnymi Połaniec), uplasował się w tabeli na pierwszej pozycji, wywalczając promocję do III ligi.
W debiucie w III lidze AKS 7 sierpnia 2005 roku zremisował 0:0 w meczu wyjazdowym z Pogonią Leżajsk. Pierwsze zwycięstwo odniósł w następnym spotkaniu – 14 sierpnia wygrał 3:1 z Avią Świdnik. Po zwycięstwie 2:0 z Tłokami Gorzyce w kolejnym pojedynku, klub z Buska plasował się na pierwszej pozycji w tabeli. W kolejnych meczach spisywał się słabiej i rundę jesienną zakończył na 14. miejscu. Zmagania wiosną piłkarze AKS rozpoczęli nie najlepiej, ale w dalszej fazie rozgrywek odnieśli cztery cenne zwycięstwa (2:1 z Pogonią Leżajsk, 2:1 w Zamościu z Hetmanem, 2:1 w Rzeszowie ze Stalą, 1:0 z Tłokami Gorzyce) i w ostatecznym rozrachunku zajęli 12 lokatę. Przygotowania do kolejnego sezonu rozpoczęli z opóźnieniem, gdyż czekali na uregulowanie zaległości finansowych za ostatnie trzy miesiące.
W rundzie jesiennej sezonu 2006/2007 AKS wygrał cztery mecze (4:1 z Wisłoką Dębica, 4:0 z Wisłą II Kraków – najwyższe zwycięstwo w historii występów w III lidze, 3:0 w Zamościu z Hetmanem, 3:1 w Sanoku ze Stalą), dwa zremisował, a dziewięć przegrał. Klub borykał się z dużymi problemami finansowymi – na początku stycznia 2007 roku zadłużenie buskiego zespołu wobec różnych podmiotów, w tym piłkarzy i trenerów, wynosiło 412 tys. zł. W przerwie zimowej z drużyny odeszła większość zawodników, dlatego skład został uzupełniony juniorami. Wiosną piłkarze AKS przegrali wszystkie spotkania, w tym dwa walkowerami. Ponieśli m.in. dotkliwe porażki w spotkaniach z Koroną II Kielce (0:8), Hutnikiem Kraków (0:8) i Stalą Rzeszów (1:12). Sezon zakończyli na ostatnim, 16. miejscu w tabeli z dorobkiem 14 punktów.

### Trenerzy klubu w III lidze
- Stanisław Maj (do listopada 2005)
- Przemysław Mierzwa (od listopada do 14 grudnia 2005)
- Antoni Hermanowicz (od 14 grudnia 2005 do 27 września 2006)
- Aleksander Brożyniak (od 27 września do 5 października 2006)
- Marek Parzyszek (od 5 października 2006 do  14 marca 2007)
- Antoni Hermanowicz (od 14 marca do czerwca 2007)

### Osiągnięcia
- III liga:
  - 12. miejsce: 2005/2006

### Historia występów ligowych w XXI wieku
Źródło:
| sezon   | liga                                         | poziom ligowy                                | miejsce                                      | punkty                                       | bramki                                       | uwagi                                        |
| ------- | -------------------------------------------- | -------------------------------------------- | -------------------------------------------- | -------------------------------------------- | -------------------------------------------- | -------------------------------------------- |
| 2000/01 | klasa okręgowa, gr. świętokrzyska            | V                                            | 11/16                                        | 41                                           | 44-41                                        |                                              |
| 2001/02 | klasa okręgowa, gr. świętokrzyska            | V                                            | 8/15                                         | 39                                           | 38-38                                        |                                              |
| 2002/03 | klasa okręgowa, gr. świętokrzyska            | V                                            | 6/16                                         | 45                                           | 50-39                                        |                                              |
| 2003/04 | klasa okręgowa, gr. świętokrzyska            | V                                            | 1/16                                         | 77                                           | 85-22                                        | awans                                        |
| 2004/05 | IV liga, gr. świętokrzyska                   | IV                                           | 1/16                                         | 66                                           | 52-22                                        | awans                                        |
| 2005/06 | III liga, gr. IV                             | III                                          | 12/16                                        | 31                                           | 26-41                                        |                                              |
| 2006/07 | III liga, gr. IV                             | III                                          | 16/16                                        | 14                                           | 18-106                                       | rozwiązanie klubu po sezonie                 |
| 2007/08 | zespół nie występował w rozgrywkach ligowych | zespół nie występował w rozgrywkach ligowych | zespół nie występował w rozgrywkach ligowych | zespół nie występował w rozgrywkach ligowych | zespół nie występował w rozgrywkach ligowych | zespół nie występował w rozgrywkach ligowych |
| 2008/09 | klasa B, gr. świętokrzyska III               | VIII                                         | 2/6                                          | 25                                           | 29-10                                        | , awans po barażach                          |
| 2009/10 | klasa A, gr. świętokrzyska II                | VII                                          | 3/14                                         | 55                                           | 50-20                                        |                                              |
| 2010/11 | klasa A, gr. świętokrzyska II                | VII                                          | 2/14                                         | 64                                           | 74-17                                        | awans                                        |
| 2011/12 | klasa okręgowa, gr. świętokrzyska            | VI                                           | 2/16                                         | 66                                           | 87-26                                        | awans                                        |
| 2012/13 | IV liga, gr. świętokrzyska                   | V                                            | 11/16                                        | 37                                           | 42-41                                        |                                              |
| 2013/14 | IV liga, gr. świętokrzyska                   | V                                            | 9/16                                         | 41                                           | 37-36                                        |                                              |
| 2014/15 | IV liga, gr. świętokrzyska                   | V                                            | 16/16                                        | 23                                           | 26-57                                        | [ b ]                                        |
| 2015/16 | IV liga, gr. świętokrzyska                   | V                                            | 3/16                                         | 46                                           | 44-36                                        |                                              |
| 2016/17 | IV liga, gr. świętokrzyska                   | V                                            | 2/18                                         | 76                                           | 69-24                                        |                                              |
| 2017/18 | IV liga, gr. świętokrzyska                   | V                                            | 3/18                                         | 77                                           | 76-28                                        |                                              |
| 2018/19 | IV liga, gr. świętokrzyska                   | V                                            | 4/18                                         | 68                                           | 86-40                                        |                                              |
| 2019/20 | IV liga, gr. świętokrzyska                   | V                                            | 9/18                                         | 25                                           | 28-28                                        | [ c ]                                        |
| 2020/21 | IV liga, gr. świętokrzyska                   | V                                            | 7/20                                         | 64                                           | 79-59                                        |                                              |
| 2021/22 | IV liga, gr. świętokrzyska                   | V                                            | 9/18                                         | 44                                           | 47-59                                        |                                              |
| 2022/23 | IV liga, gr. świętokrzyska                   | V                                            | 11/18                                        | 45                                           | 54-53                                        |                                              |
| 2023/24 | IV liga, gr. świętokrzyska                   | V                                            | 2/18                                         | 74                                           | 85-40                                        |                                              |
| 2024/25 | IV liga, gr. świętokrzyska                   | V                                            | 3/18                                         | 61                                           | 77-31                                        |                                              |